# Cunningtonia longiventralis
Cunningtonia longiventralis є єдиним видом риб монотипового роду Cunningtonia з родини цихлових. Мешкає в озері Танганьїка (Бурунді, Демократична Республіка Конго, Об'єднана Республіка Танзанія, Замбія).